# 米拉贝拉
米拉贝拉是巴西米纳斯吉拉斯州的一个市镇。总面积720.828平方公里，总人口12769人，人口密度17.7人/平方公里。